# Звоны (Псковская область)
Звоны — деревня в Опочецком районе Псковской области России. Административный центр Глубоковской волости.

## География
Расположена к юго-востоку от города Опочка.

## Население
| 2001 | 2002 | 2010 | 2013 | 2014 | 2015 | 2016 |
| ---- | ---- | ---- | ---- | ---- | ---- | ---- |
| 64   | ↘61  | ↘51  | ↗56  | ↘55  | ↗56  | ↗61  |

Численность населения по состоянию на начало 2001 года составляла 64 человека.

## История
В 1850-х годах в деревне была построена почтовая станция, действовавшая до начала XX века. С 1995 до 2015 года деревня входила в состав ныне упразднённой Звонской волости в качестве её административного центра.
Упоминается в рассказе Паустовского К.Г. "Беглые встречи".